# Прудное (Пензенская область)
Пру́дное — село Никольского района Пензенской области. Административный центр Керенского сельсовета.

## История
В 1991 году указом Президиума Верховного Совета РСФСР центральной усадьбе совхоза «Никольский» присвоено наименование село Прудное.

## Население
| 1939 | 1959 | 1979 | 1989 | 1996 | 2002 | 2010 |
| ---- | ---- | ---- | ---- | ---- | ---- | ---- |
| 50   | ↘49  | ↗460 | ↗497 | ↗514 | ↘471 | ↘412 |

## Улицы
| - ул. Зелёная, - ул. Лесная, - ул. Луговая, | - ул. Молодёжная, - ул. Набережная, - ул. Новая, | - ул. Полевая, - ул. Солнечная, - ул. Янтарная. |